# Občina Šoštanj
Občina Šoštanj je ena od občin v Republiki Sloveniji s skoraj 8.800 prebivalci in središčem v Šoštanju. Leži v severovzhodnem delu Slovenije, v zahodnem delu Šaleške doline, ob spodnjem toku reke Pake. 

## Naselja v občini
Bele Vode, Družmirje, Florjan, Gaberke, Lokovica, Ravne, Skorno pri Šoštanju, Šentvid pri Zavodnju, Šoštanj, Topolšica, Zavodnje